# Pilikaaiea
Pilikaaiea (havajski Pili-kaʻaiea; takođe Piliauau; kratko ime: Pili) bio je havajski plemić te poglavica (havajski Aliʻi Nui) havajskog Velikog ostrva. Bio je osnivač dinastije Pili.

## Biografija
Pilijevi su roditelji bili plemić Laau i njegova sestra-žena Kukamolimaulialoha, čiji je otac bio poglavica Lanakavaji. Međutim, Pili je rođen i vaspitan na Tahitiju, ali je nepoznato zašto su njegovi roditelji tamo otišli. Pilijeva supruga bila je njegova sestra, plemkinja Hina-au-kekele te je njihov brak smatran svetim.

### Vladavina
Budući da su se poglavice havajskog Velikog ostrva ženili ženama „niskog porekla”, veliki kahuna („prorok”) Paao hteo je da poduzme nešto te je zato otišao na Tahiti kako bi pronašao rođaka starog poglavice. Naime, Velikim ostrvom je vladao poglavica Kapava, koji je bio uzurpator. Kad je stigao na Tahiti, Paao je pozvao Lonokaeha da pođe sa njim na Havaje, ali je taj plemić to odbio te je Paao pozvao Pilija, koji je prihvatio poziv. On, njegova sestra i Paao otišli su na Havaje, gde je Pili svrgnuo Kapavu, postao veliki poglavica te osnovao svoju dinastiju. Od njega potiče dinastija Keave.

### Nasledstvo
Pilija je nasledio njegov potomak, poglavica Kukohou.

## Linkovi
- Dinastija Pili